# بيروفوسفات الصوديوم
 بيروفوسفات الصوديوم مركب كيميائي له الصيغة Na4P2O7، ويكون على شكل بلورات شفافة عديمة اللون،
وهو ملح مكون من أيونات البيروفوسفات والصوديوم، وهو مركب سام إذا تم تناوله عن طريق الفم،  ويتوافر عل شكل محلول سائل، Na4P2O7 · 10(H2O).

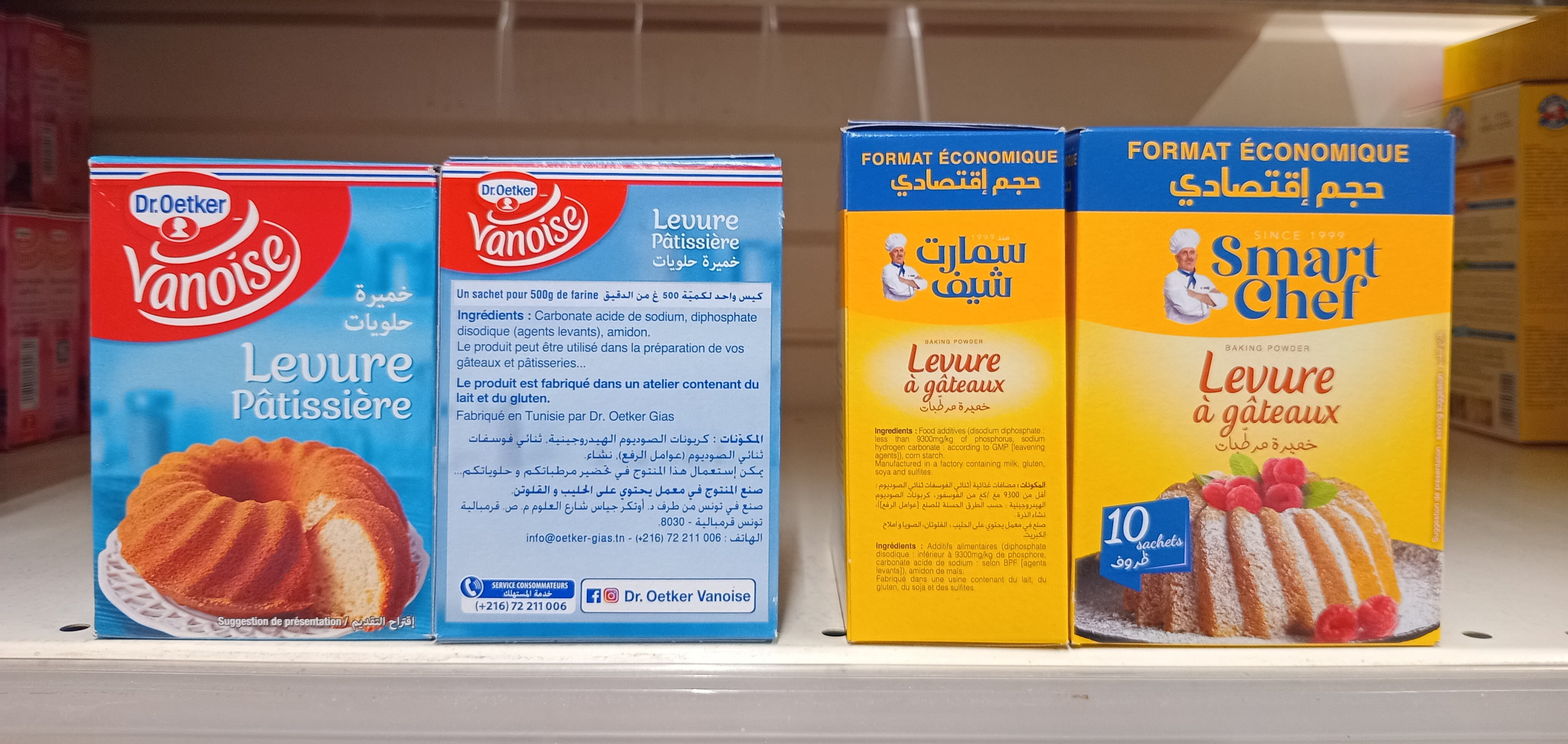
ماركات خميرة حلويات التونسية التي تحتوي على بيروفوسفات الصوديوم